# Atarba (Ischnothrix) berthae
Atarba (Ischnothrix) berthae is een tweevleugelige uit de familie steltmuggen (Limoniidae). De soort komt voor in het Neotropisch gebied.